# Siloe (Cali)
La Comuna n.º 20 Siloé de la ciudad de Cali está ubicada en la parte occidental de la ciudad, entre los Farallones de Cali, la Avenida de los Cerros, el cerro Cristo Rey  y el cerro Bataclán. Limita al oriente y sur con la comuna 19, y al sur con el corregimiento Buitrera, al occidente con los Farallones de Cali y el corregimiento de Los Andes.

## Museo de la memoria de Siloé
El 5 de agosto del año 2000 se fundó el Museo de la Memoria de Siloé, este cuenta con piezas históricas de la zona de más de 300 años de antigüedad y relata historias sucedidas en la comunidad.[cita requerida]
- Datos: Q54778020